# Sly Raccoon
Vous lisez un « article de qualité » labellisé en 2025.
Sly Raccoon (en version originale : Sly Cooper and the Thievius Raccoonus et en japonais : Kaitou Sly Cooper) est un jeu vidéo de plates-formes développé par Sucker Punch Productions et édité par Sony Computer Entertainment sur PlayStation 2. Il constitue le premier volet de la série Sly. Il est sorti le 23 septembre 2002 en Amérique du Nord, le 16 janvier 2003 en Australie et le lendemain en Europe, le 22 février 2003 en Corée du Sud et le 6 mars 2003 au Japon.
Le joueur incarne le voleur Sly Cooper, un raton laveur anthropomorphe. Accompagné de sa bande, composée de Bentley, une tortue, et de Murray, un hippopotame, celui-ci tente de récupérer les pages du Volus Ratonus. Il s'agit d'un livre ancien dans lequel tous les membres de sa famille avaient consigné leur savoir afin de l'aider à devenir un maître voleur, et qu'un gang appelé les Cinq Maléfiques a dérobé après avoir tué sa famille alors qu'il avait huit ans. Sly récupère dans les locaux parisiens d'Interpol le dossier contenant les informations nécessaires à leur recherche, et sillonne le monde, du large du pays de Galles à la Russie, en passant par les États-Unis, Haïti, et la Chine, pour retrouver les Cinq Maléfiques, dont leur chef, Clockwerk, un hibou mécanique multiséculaire.
Le développement de Sly Raccoon débute à la fin de l'année 1999, juste après la parution de Rocket: Robot on Wheels sur Nintendo 64, le premier jeu vidéo conçu par Sucker Punch Productions. L'idée est d'imaginer un gameplay accessible tant au jeune public qu'aux joueurs expérimentés, en mettant en scène un personnage principal doté d'une véritable personnalité et d'une histoire afin de lui donner plus de profondeur que les personnages principaux d'autres jeux vidéos de plates-formes. Les graphismes du jeu, inspirés de lieux réels, sont réalisés en toon shading, un procédé imaginé par le studio de développement, semblable au cel shading et donnant un rendu graphique proche du film d'animation.
Vendu à environ 800 000 exemplaires aux États-Unis, Sly Raccoon est plébiscité par la presse vidéoludique, qui encense sa qualité graphique, digne d'un « dessin animé interactif », ses animations et sa bande-son, mais qui regrette une durée de vie trop courte et un niveau de difficulté trop peu élevé. Une suite, intitulée Sly 2 : Association de voleurs, est publiée en 2004 sur PlayStation 2.

## Trame

### Univers
Sly Raccoon prend pour cadre des lieux fictifs dans différents pays de la planète. L'introduction du jeu se déroule sur les toits de Paris et dans les locaux d'Interpol. Le joueur évolue ensuite dans les différents compartiments d'un bateau, nommé la machine-tempête, près de l'île d'O'Wrath, dans le « triangle de Galles ». Après cela, il explore la ville américaine de Mesa City, dans l'Utah, et ses casinos. L'intrigue se poursuit au cœur de la jungle, à Haïti, dans une atmosphère paranormale en présence de magie vaudou, avant de s'installer dans les villages perchés des montagnes de Kunlun, en Chine occidentale. Le jeu se conclut en gravissant le mont Krack Karov, un volcan situé en Russie, où se trouve une forteresse protégée par des robots et des machines de haute-technologie.

### Scénario
Sly Cooper, un raton laveur anthropomorphe, est le descendant du clan Cooper, une longue lignée de maîtres voleurs qui dérobent d'autres criminels. Le jour de ses huit ans, Sly devait hériter d'un livre ancien appelé le Volus Ratonus (Thievius Raccoonus), dans lequel tous les membres de sa famille avaient consigné leur savoir, afin de l'aider à devenir un maître voleur, mais un gang de criminels, les Cinq Maléfiques, envahit sa maison et assassine ses parents, puis se partage les pages du Volus Ratonus avant de disparaître aux quatre coins du monde pour bâtir leurs propres empires criminels.
Ruiné et seul, Sly est placé dans un orphelinat, où il fait la connaissance de deux autres orphelins. Le premier est une tortue experte en informatique nommée Bentley et le deuxième est un hippopotame rose qui s'appelle Murray. Dès leur première rencontre, ils sympathisent et deviennent inséparables. Quand Sly leur raconte son histoire, ils jurent ensemble de traquer les Cinq Maléfiques, de venger le père de Sly, et de récupérer toutes les pages du Volus Ratonus.
Le gang Cooper infiltre le siège d'Interpol à Paris pour voler un dossier secret de la police contenant des informations sur les Cinq Maléfiques. Lors du braquage, ils tombent dans une embuscade tendue par l'inspecteur Carmelita Montoya Fox, une agente d'Interpol qui traque sans relâche les membres du clan Cooper. Le gang parvient à voler le dossier de police et à s'échapper avec le van. Ils utilisent ces documents pour traquer les Cinq Maléfiques jusqu'à leurs repaires respectifs, disséminés à travers le monde : Raleigh au pays de Galles, Muggshot aux États-Unis, Miss Ruby à Haïti et le Panda King en Chine. Sly élimine chaque membre des Cinq Maléfiques, leur reprend les pages du Volus Ratonus, puis les confie à Carmelita pour qu'elle les arrête. Chaque membre des Cinq Maléfiques révèle l'emplacement de la cachette du suivant, jusqu'à leur chef, un hibou mécanique insaisissable nommé Clockwerk, dont l'ombre apparaît à l'arrière-plan des vieilles photos du Volus Ratonus.
Le gang Cooper s'introduit dans le repaire de Clockwerk, perché sur un volcan en Russie, et découvre qu'il a capturé Carmelita. Sly la sauve mais tombe dans un piège de Clockwerk. Bentley intervient en piratant le système informatique de ce piège afin d'éviter que Sly ne meure asphyxié par un gaz mortel. Finalement sains et saufs, Sly et Carmelita concluent une trêve temporaire pour vaincre Clockwerk. Au cours de leur combat, Clockwerk révèle à Sly qu'il est lui-même un maître voleur : jaloux du clan Cooper qui l'a éclipsé par ses talents supérieurs, il a transformé son corps en machine ; sa jalousie et sa haine envers le clan Cooper lui ont permis d'obtenir l'immortalité. Clockwerk explique qu'il a tué le père de Sly, volé le Volus Ratonus et épargné Sly afin de prouver que le clan Cooper n'était rien sans ce livre ; Sly réplique qu'il a fallu de grands voleurs pour créer cet ouvrage, et non l'inverse.
Après la défaite de Clockwerk, Carmelita rompt la trêve en tentant d'arrêter Sly, mais elle accepte de lui donner dix secondes d'avance. Au lieu de fuir, Sly l'embrasse à la dernière seconde, puis s'enfuit avec sa bande. Carmelita tombe d'abord sous le charme, puis réalise que Sly l'a menottée à une rampe. Sly, Bentley et Murray retournent à leur cache parisienne et continuent leurs braquages avec le Volus Ratonus, désormais restauré. Après le générique de fin, un œil de Clockwerk s'ouvre brusquement.

### Personnages

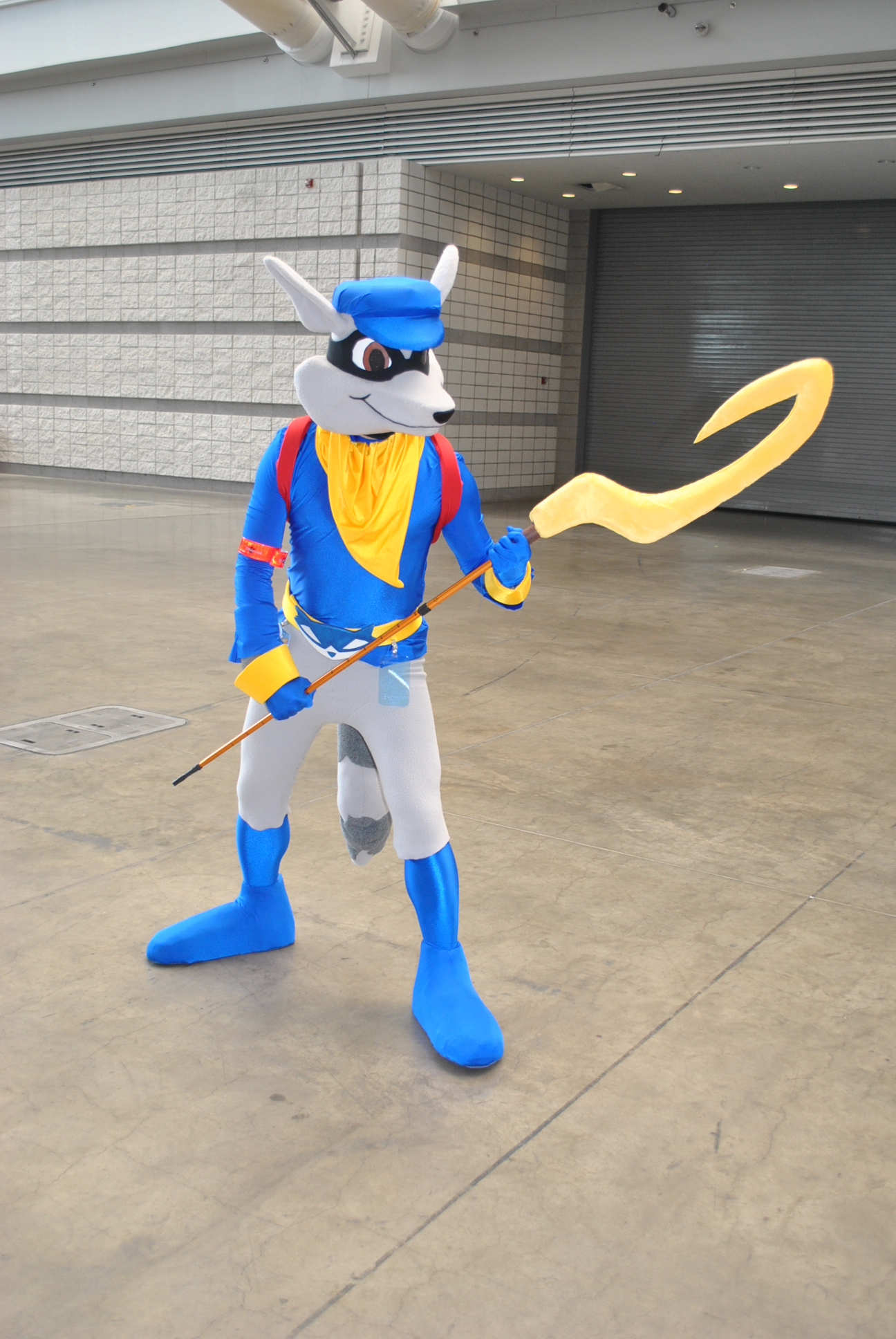
Cosplay de Sly Cooper, le raton-laveur héros du jeu.

Le protagoniste principal du jeu est Sly Cooper, un raton laveur, descendant d'une longue lignée de maîtres voleurs qui se sont spécialisés dans l'art de voler d'autres voleurs. Cette dynastie préfère dérober le butin acquis injustement par des receleurs plutôt que de voler d'honnêtes et innocents citoyens. Les techniques de vol et les exploits de la famille sont consignés dans un livre ancien, le Volus Ratonus, qui se transmet de génération en génération. Après l'assassinat de ses parents et le vol du Volus Ratonus par les Cinq Maléfiques, Sly est envoyé à l'orphelinat de Happy Camper, où il fait la connaissance de ceux qui l'aideront à venger l'honneur de sa famille : Bentley, une tortue experte en informatique et en piratage, qui est la tête pensante du clan et apporte un soutien technique à Sly lors de ses effractions, et Murray, un hippopotame costaud, courageux mais simplet, qui fait office de conducteur du van du clan. Le clan Cooper est régulièrement poursuivi par l'inspecteur Carmelita Montoya Fox, une policière travaillant pour Interpol qui cherche à arrêter Sly Cooper depuis des années, en vain. Son sens aiguisé de la justice la pousse à mettre tout individu qui enfreint la loi en prison, même si sa traque de Sly frôle l'obsession.
Les antagonistes du jeu sont les Cinq Maléfiques, un groupe de criminels internationaux. Parmi eux, Sir Raleigh la grenouille, un riche amphibien lassé par les privilèges et les richesses de sa vie fastueuse. Il découvre les joies de la piraterie en s'attaquant à un navire avec son yacht. Pirate et ingénieur de génie, il devient le machiniste en chef des Cinq Maléfiques et vole les trésors des bateaux naviguant dans le « triangle de Galles », une zone maritime perturbée par sa machine-tempête. Muggshot, un bulldog, le plus costaud des Cinq Maléfiques, harcelé et mis à l'écart dans son enfance. regarde des films de gangsters qui l'encouragent à travailler dur pour devenir un criminel à son tour, afin d'assouvir sa soif de puissance et de respect. Il établit un empire du jeu à Mesa City, une ville de l'Utah. Miss Ruby, un alligator caché dans la jungle haïtienne, est la prêtresse et cheffe mystique des Cinq Maléfiques grâce à ses aptitudes à corrompre les lois de la nature. Elle effraie très jeune les autres enfants par sa pratique du vaudou. Éprouvée par la solitude, elle invoque alors des zombies et des morts-vivants qui deviennent ses seuls amis,. Le Panda King, expert en démolition des Cinq Maléfiques, apprend son métier d'artificier afin d'offrir ses services à la riche noblesse chinoise. Ne recueillant que son mépris, il utilise désormais ses feux d'artifice pour rançonner et détruire d'innocents villages perchés dans les montagnes chinoises. Enfin, Clockwerk, chef et fondateur des Cinq Maléfiques, est un hibou à l'origine du meurtre des parents de Sly Cooper et du vol du Volus Ratonus. Ses origines semblent inconnues, mais il a réussi à vivre plusieurs siècles en transformant son corps en une machine en acier, nourri par sa haine et sa jalousie envers la famille Cooper. Son seul but dans la vie est de salir le nom des Cooper et de prouver au monde entier que cette lignée de voleurs n'est rien sans le Volus Ratonus,.

## Système de jeu

### Organisation des niveaux
Sly Raccoon est un jeu vidéo de plates-formes et d'infiltration dans lequel le joueur contrôle Sly Cooper, dont le principal objectif est de récupérer toutes les pages du Volus Ratonus que les Cinq Maléfiques ont volées à sa famille, puis de vaincre ceux-ci. Pour ce faire, il doit explorer leurs quartiers généraux, divisés en sept zones — sauf le dernier, celui de Clockwerk. Dans chacune d'entre elles se trouve une clé, dont la collecte est nécessaire pour déverrouiller l'accès à de nouvelles zones et au niveau du boss. Dans la majorité des zones à explorer sont éparpillées entre vingt et quarante bouteilles à indices, que Sly doit récupérer en totalité afin que Bentley puisse déchiffrer le code permettant d'ouvrir la chambre forte de la zone. Celle-ci contient une page du Volus Ratonus permettant à Sly d'apprendre une nouvelle technique de maître voleur. Il y a au total dix-neuf chambres fortes à ouvrir. Une fois la clé et les bouteilles récupérées, et la chambre forte d'un niveau ouverte, Sly peut retourner dans cette zone pour tenter le sprint de maître voleur, qui consiste en une course contre-la-montre pour traverser le niveau avant la fin du temps imparti. En cas de réussite, le joueur débloque un audio contenant des commentaires des développeurs du jeu concernant la zone achevée.
Les zones — ou niveaux — de chaque quartier général sont reliées entre elles par un niveau principal et indiquées par une lueur bleue, excepté le monde de Clockwerk qui obéit à une progression linéaire. Une fois un niveau déjà exploré, Sly accède à la carte du quartier général qui lui permet d'accéder instantanément à un niveau déjà visité. Avant d'accéder à la mission suivante, Sly doit trouver les sept clés puis vaincre le membre des Cinq Maléfiques du quartier général qu'il a terminé d'explorer. Pour ce faire, il doit le frapper jusqu'à vider entièrement sa jauge de vie, tout en évitant ses attaques. Il se déplace ensuite vers la mission suivante en utilisant le van, qui lui sert de cache. À l'intérieur du véhicule, le joueur peut accéder à la carte des missions qu'il a déjà effectuées pour retourner dans les quartiers généraux des Cinq Maléfiques qu'il a déjà vaincus.

### Capacités et points de santé de Sly
Sly peut se déplacer en courant, sauter, effectuer un double-saut, grimper sur une échelle, une corde ou un conduit, attraper des crochets ou des anneaux et s'y suspendre avec sa serpe. Cette serpe, principal outil de Sly, lui sert également d'arme pour frapper des objets ou des ennemis en la faisant tournoyer ou en sautant. À certains endroits, Sly détecte des auras bleues, matérialisées par un chemin scintillant en bleu, où il peut se faufiler, sous un conduit ou derrière une paroi selon les situations. Sly dispose d’un « binocom », une sorte de paire de jumelles pour scruter les environs et zoomer sur un lieu précis.
Au fur et à mesure que Sly récupère des pages du Volus Ratonus, il acquiert des coups de maître-voleur, tels qu'une attaque en piqué, la capacité à se déplacer en roulant sur soi-même, se déplacer au ralenti, accélérer ou bloquer le temps, utiliser une casquette explosive ou une réplique de lui-même comme leurre, attirer les pièces d'or avec un aimant, mais aussi devenir invulnérable face aux chutes dans l'eau ou les ravins. Les pages du Volus Ratonus récupérées après la défaite de chacun des Cinq Maléfiques permettent en outre d'acquérir des compétences indispensables pour poursuivre le jeu, comme effectuer un saut en piqué de ninja, glisser sur des rails et marcher sur des cordes tendues horizontalement, être invisible, ou encore utiliser un canon à bord du van.
Certaines missions prennent la forme de mini-jeux, lors desquels le joueur prend les commandes d'un sous-marin, d'un aéroglisseur, d'un jet-pack et d'une plate-forme de minage capables d'avancer et de tirer des munitions, ou bien fait la course à bord du van, qui peut obtenir une accélération nitro, ou encore pilote un bateau équipé d'un lance-flammes.
Sly commence le jeu avec cinq vies. Il peut perdre une vie en tombant dans un trou, dans l'eau ou dans de la lave ; en étant touché par un ennemi ou par un faisceau laser ; ou encore en étant détecté par un système de sécurité. Dans chacun de ces cas, Sly est ramené au dernier amplificateur de signaux de Bentley qu'il a croisé dans le niveau. Dans la majorité des niveaux, Sly doit se déplacer en évitant d'être détecté par des faisceaux lumineux ou des pièges laser : si c'est le cas, il déclenche une alarme. S'il est détecté une seconde fois, il est abattu et perd une vie. Dans chaque niveau sont également disséminés des fers à cheval, qui permettent à Sly d'encaisser des coups sans perdre de vie : s'il en a un, il peut subir un dommage, s'il en a deux, matérialisés par un fer à cheval doré sur son sac à dos, il peut être touché deux fois. Sly peut également collecter des pièces d'or qui se trouvent sur le chemin, cachées dans des objets ou détenues par les ennemis. S'il obtient cent pièces d'or, il gagne un fer à cheval. Sly peut également parfois gagner une vie en ramassant un symbole représentant sa tête. Lorsque toutes les vies sont perdues, la partie est terminée. Cependant, elle peut être reprise lorsque l'écran de fin de partie apparaît. Le joueur reprend alors à partir du niveau où il a perdu sa dernière vie.

## Développement
Sly Raccoon est le deuxième jeu vidéo développé par Sucker Punch Productions après Rocket: Robot on Wheels, sorti en novembre 1999 sur Nintendo 64. Le développement du jeu commence peu de temps après et mobilise une équipe de vingt-cinq personnes durant trois ans,.

### Conception des graphismes

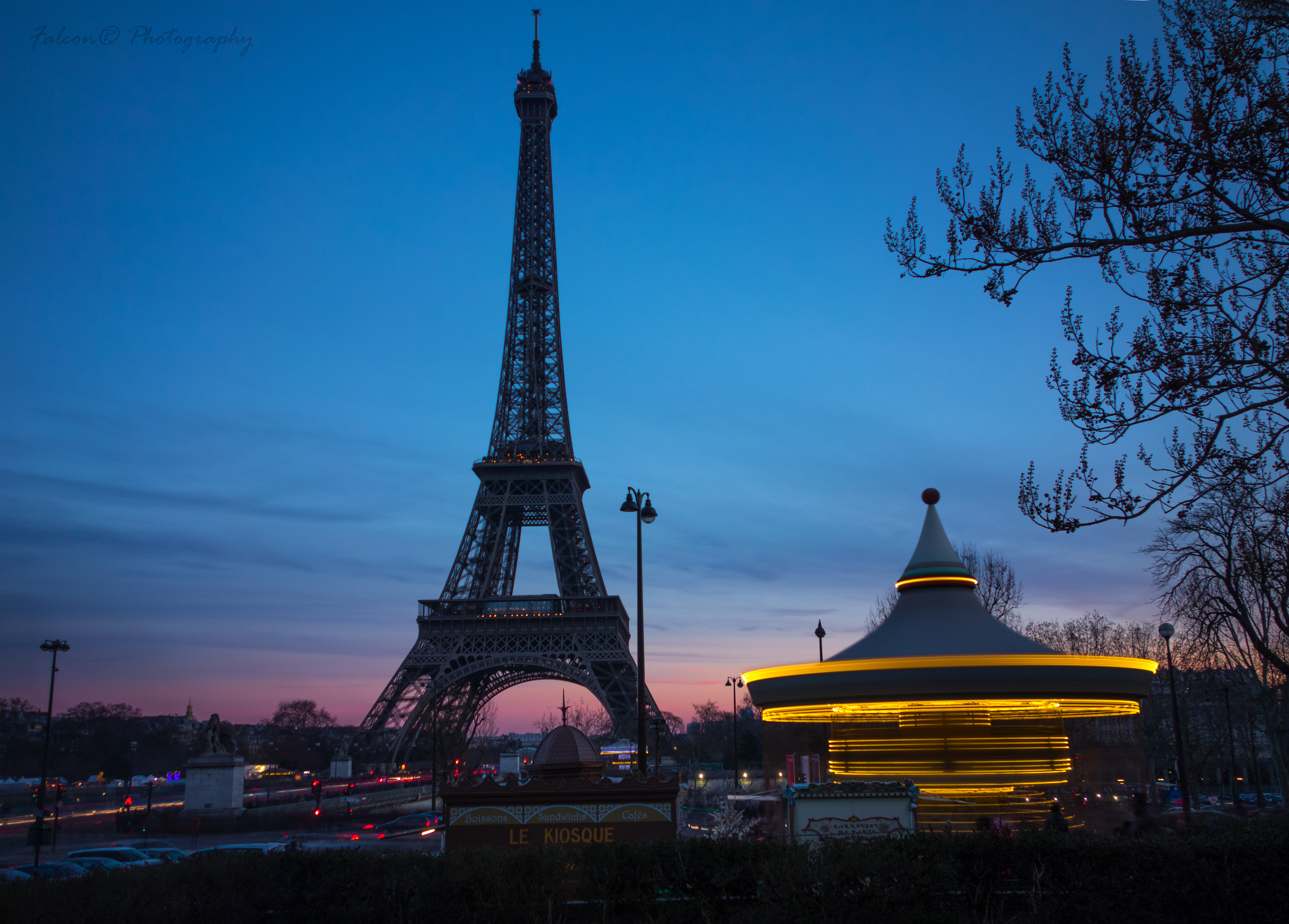
Le niveau d'introduction de Sly Raccoon prend pour cadre les toits de Paris, avec la tour Eiffel en arrière-plan.

Les artistes de Sucker Punch utilisent Autodesk Maya, Adobe Photoshop et Adobe Flash pour concevoir les graphismes du jeu. Les programmeurs utilisent en outre Visual C++ pour coder le jeu. La direction artistique du jeu souhaite créer des mondes denses et riches graphiquement, avec des arrière-plans très colorés, dans lesquels Sly évolue. Pour ce faire, deux peintures conceptuelles devant servir de référence graphique sont réalisées au début du développement, l'une d’un environnement extérieur, l'autre d’un environnement intérieur. Les artistes cherchent ensuite à concevoir des décors qui ressemblent à ces deux peintures. Pour distinguer Sly du reste du décor, celui-ci est représenté avec des textures simples et assez peu détaillées, et coloré avec un bleu froid et un gris saturé, ponctué par du rouge et du jaune vifs. Les couleurs des arrière-plans sont plus chaudes et saturées. Les contours de Sly et des autres personnages sont marqués en gris foncé afin d'attirer le regard sur eux. Brian Fleming, le producteur de Sly Raccoon, préfère parler de « Toon-shading » au lieu de cel-shading (ombrage de celluloïd en français) pour qualifier le style graphique de ce jeu, puisque les textures et arrière-plans ressemblent à ceux d'un film d'animation, mais avec des graphismes plus animés et illustrés, et une touche de fantaisie, à l'instar de Roger Rabbit : par exemple, le niveau d'introduction se déroulant à Paris présente une tour Eiffel trapue et légèrement inclinée, sur fond d'une Lune gigantesque. Néanmoins, la représentation des escaliers de secours des immeubles et de leurs systèmes de ventilation rendent la ville aussi réaliste que possible. L'équipe révèle qu'elle a choisi ce rendu pour que Sly et son univers aient l'air illustrés, sans être aplatis, offrant un environnement détaillé sans paraître trop chargé, à l'image de celui de Jak and Daxter: The Precursor Legacy.
La majeure partie des niveaux du jeu se déroule dans des environnements inspirés de lieux réels (chose inhabituelle pour un jeu de plates-formes). Pour ce faire, l'équipe artistique a collecté des centaines de photographies et de dessins ressemblant aux univers qu'elle souhaitait créer dans le jeu,. Le designer Rob McDaniel raconte ce processus :

« Un travail considérable a été consacré à ancrer le jeu dans une version stylisée de la réalité familière. C'est pourquoi un lieu comme Paris a été choisi. Il aide les joueurs à s'identifier au monde dans lequel évoluent les personnages. C'est moins déroutant que de tout créer de toutes pièces. Les lieux réels du jeu reflètent davantage l'idée qu'on peut se faire d'un lieu particulier, emblématique. On comprend mieux où se trouve le joueur, ce qui nous permet de nous concentrer sur toutes les activités de vol intéressantes qu'il peut y faire. »

— Rob McDaniel, août 2002
En outre, comme Sly évolue principalement dans des environnements nocturnes, l'éclairage des décors est conçu de telle manière à ce que les détails restent visibles même dans l'obscurité. Ainsi, les surfaces sont colorées de façon monochrome, et non pas de façon sombre, lorsqu'elles sont éloignées des sources de lumière, afin de permettre aux décors de rester très détaillés, tout en conservant des zones éclairées et sombres. Pour éviter les ralentissements de la cadence d'images par seconde, l'équipe dispose constamment d'au moins un ingénieur travaillant uniquement sur les performances pour l'ensemble du développement du jeu.

### Conception des personnages

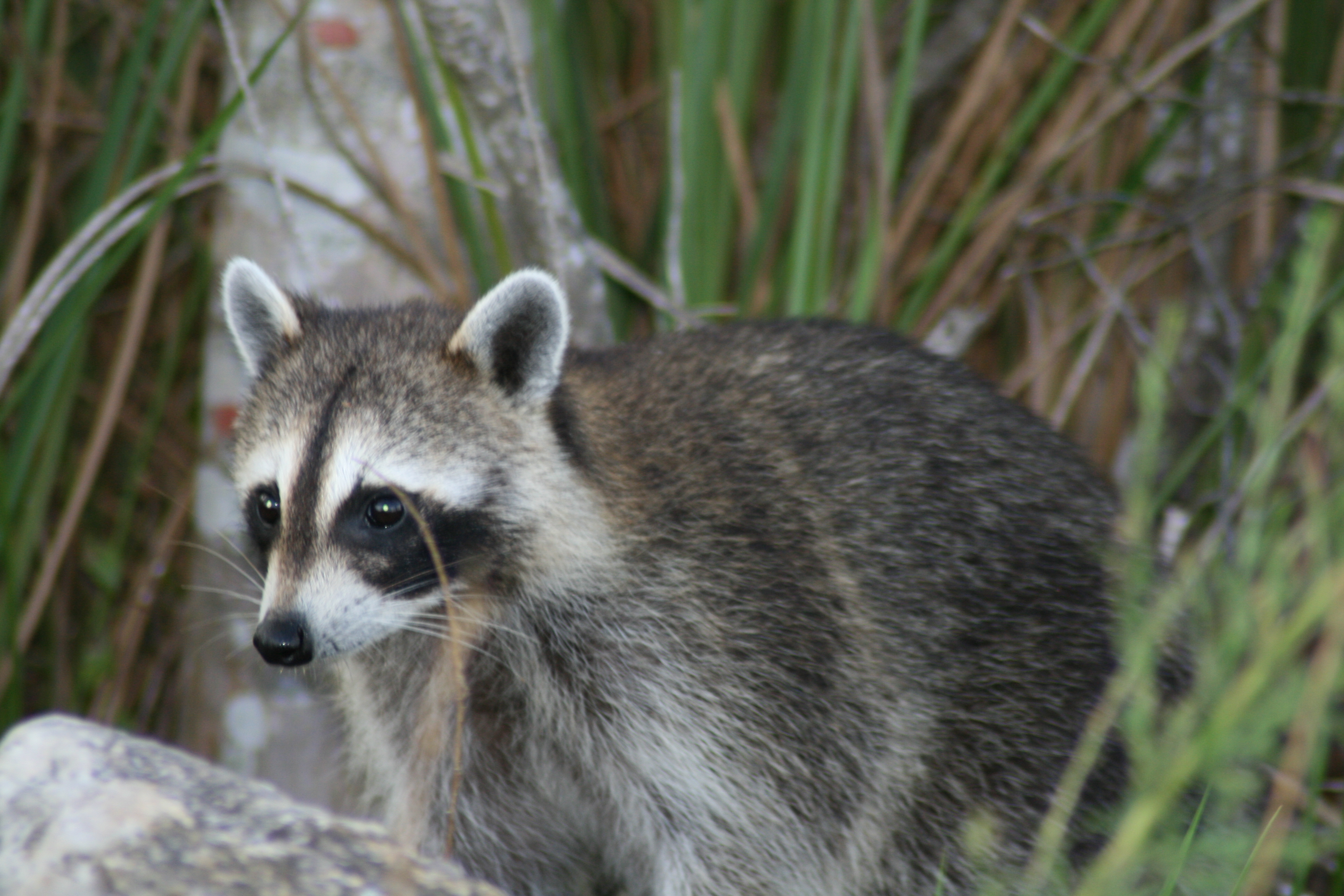
Sly Cooper est un raton laveur.

L'animation des personnages de Sly Raccoon est pensée pour paraître fluide et naturelle, tout en étant exagérée et caricaturale. Par exemple, la queue de Sly ondule comme si elle était indépendante du reste du corps : Dev Madan, le directeur de la création, explique que les développeurs ont écrit des lignes de code afin de donner à la queue de Sly son comportement propre. Seule l'articulation attachant la queue au reste du corps est animée, permettant de la faire bouger de façon naturelle. Sly dispose d'un total de 230 animations différentes, réalisées d'abord informatiquement : celles-ci ne donnant pas satisfaction à Chris Zimmerman, le directeur du développement, elles sont ensuite dessinées au crayon avant d'être modélisées à l'ordinateur. Ces dessins sont ensuite utilisés dans les supports commerciaux du jeu, comme les couvertures de magazines de la presse vidéoludique et le manuel d'utilisation. Sly comporte quarante-cinq os afin de pouvoir l'animer, soit deux fois plus que les autres personnages du jeu, et 20 % de l'image est consacrée à ses animations.
Le personnage de Sly Cooper connaît six à huit propositions différentes avant d'arriver à sa version définitive. À l'origine, il ressemblait à un véritable raton laveur, un peu potelé. D'après Dev Maidan, « toute la blague visuelle d'un raton laveur mettant un bandeau sur les yeux était hilarante et tout cela a fait boule de neige ». Dans les premières versions du jeu, les développeurs considèrent que Sly, uniquement définissable par ses capacités de voleur, n'était pas convaincant. Afin de mieux le caractériser, ils le définissent en comparaison des autres personnages du jeu. Bentley, le cerveau de la bande, est intelligent et prudent quand Sly est calme et téméraire. Son autre comparse, Murray, est tout aussi lourd et maladroit que Sly est souple et agile. Les adversaires de Sly sont quant à eux utilisés pour mettre en tension l'éthique de Sly qui, par sa qualité de voleur, n'est ni un héros ni un méchant. Ainsi, les apparitions de l'inspecteur Carmelita Fox rappellent que Sly n'est pas un personnage gentil comme les autres, mais un voleur qui enfreint la loi. À l'opposé, les Cinq Maléfiques apparaissent méprisables, impitoyables et excessifs : si Sly est un voleur, il n'ensevelit pas un village chinois peuplé d'innocents comme le fait Panda King.

### Conception du système de jeu
Sucker Punch Productions souhaite impliquer le joueur immédiatement au lancement du jeu, en créant un niveau d'introduction et de tutoriel à Paris débutant avec seulement quelques instructions. Le joueur ne découvre l'intrigue de Sly Raccoon qu'au terme de cette introduction. Le développeur imagine un gameplay classique et accessible, en débutant le jeu avec un système de commandes simple reposant sur les déplacements, les sauts, l'attaque et les actions. Les compétences de Sly reposent sur l'usage de sa serpe, servant à la fois pour ses attaques et pour ses mouvements. Si Sly dispose de mouvements furtifs grâce aux auras bleues lui permettant de se faufiler contre un mur ou le long de rebords étroits, comme le personnage de Solid Snake dans Metal Gear Solid, l'équipe de développement n'a pas pour autant cherché à concevoir un jeu fondé uniquement sur l'infiltration. Rob McDaniel précise :

« Dès le début de la conception, nous avons étudié de nombreux jeux d'infiltration et nous avons décidé que leur rythme ne nous intéressait pas. Dans beaucoup de jeux, l'infiltration est synonyme de lenteur. Mais nous voulions que l'action fasse écho au thème du « voleur ». Il y a donc eu beaucoup de travail pour comprendre ce qui était [dans ce thème] et rapide. »

— Rob McDaniel, août 2002
En créant une histoire personnelle à Sly et un objectif personnel concret, le scénario du jeu motive ses exploits de voleur afin d'offrir à Sly Raccoon plus de profondeur qu'un jeu de plates-formes classique.
Le système de commande est pensé pour convenir tant au jeune public qu'aux joueurs expérimentés, et pour être plus amusant que stimulant, en évitant d'obliger les joueurs à mémoriser des enchaînements de contrôle compliqués. Les actions de voleur, déclenchées par la touche « cercle » sont cependant les contrôles les plus difficiles à paramétrer pour l'équipe de développement car l'action effectuée est différente selon la position où se trouve Sly, et il lui a fallu anticiper les intentions des joueurs : par exemple, si le joueur appuie sur la touche « cercle » en étant à proximité d'une corde, Sly va s'y accrocher ; s'il le fait en étant près d'une cheminée, Sly va s'accroupir et se cacher derrière. En marquant visuellement à des endroits précis des auras bleues où Sly peut effectuer des techniques de voleur, comme se faufiler derrière un mur ou se cacher derrière une cheminée, les développeurs ne l'autorisent à le faire qu'à des endroits où ce genre d’action est pertinent. Enfin, lorsque Sly se trouve à proximité de deux objets à attraper — corde, tuyau ou échelle —, il s'agrippera à celui qui se trouvera le plus proche de lui et qui nécessitera le moins d'action dans les airs, afin de conserver des déplacements réalistes.
Les compétences acquises après avoir ouvert une chambre forte sont imaginées après que la plupart des niveaux du jeu ont été finalisés : la conception de ces nouveaux mouvements a donc été contraignante au sens où ils devaient être amusants sans perturber le système de jeu déjà existant. Ainsi, vingt-cinq capacités bonus sont créées mais, selon Chris Zimmerman, elles ne s'intègrent pas très bien au reste du gameplay et donnent l'impression d'un rajout de dernière minute.

### Bande-son et doublage
La bande-son de Sly Raccoon est composée par Ashif Hakik. Elle se veut interactive dans la mesure où elle change en fonction de la situation du jeu, notamment lorsque Sly déclenche une alarme ou se trouve face à un ennemi. Au sujet de son inspiration musicale pour ce jeu, il déclare : 

« Les graphismes du jeu ont été notre principale source d'inspiration. De plus, le moteur musical interactif que nous avons utilisé nous a permis de considérer le gameplay de chaque niveau comme une sorte de point de départ qui allait influencer la composition musicale. Les influences stylistiques provenaient d'une combinaison de choix d'instruments et de caractères musicaux définis et inspirés par les lieux du jeu, et par des travaux similaires de compositeurs comme Yōko Kanno pour Cowboy Bebop, Henry Mancini et Carl W. Stalling. »

— Ashif Hakik, octobre 2002
Environ 700 lignes de dialogue sont enregistrées pour Sly Raccoon, tandis que 80 % des bruitages sont des enregistrements originaux.
Dans la version anglophone du jeu, les voix de Sly Cooper, Bentley et Murray sont respectivement assurées par Kevin Miller, Matt Olsen et Chris Murphy. Roxana Ortega double l'inspecteur Carmelita Montoya Fox. Raleigh, Muggshot, le Panda King et Clockwerk sont doublés par Kevin Blackton. Presciliana Esparolini interprète la voix de Miss Ruby.
Dans la version en français, Sly Cooper, Bentley et Murray sont respectivement interprétés par Cédric Dumond, Yann Pichon et Gilbert Lévy. Laura Blanc assure la voix de l'inspecteur Carmelita Montoya Fox, tandis que Miss Ruby est doublée par Raphaëlle Valenti.
Dans la version japonaise, Tomokazu Seki, Mitsuaki Madono et Takashi Nagasako interprètent respectivement les voix de Sly, Bentley et Murray. L'inspecteur Carmelita Montoya Fox est doublée par Tsubasa Makoto. Les voix de Raleigh, Muggshot, Miss Ruby, Panda King et Clockwerk sont respectivement assurées par Sukekiyo Kameyama, Kosei Hirota, Masako Isobe, Chafurine et Naomi Kusumi.

## Promotion et commercialisation

### Annonces et versions de démonstration
Sly Raccoon est annoncé au public le 15 mai 2002 par Sony Computer Entertainment America, qui prévoit une sortie américaine pour septembre de la même année. L'intrigue du jeu et de nombreux éléments du système de jeu sont dévoilés, comme le maniement de la serpe de Sly, les mini-jeux, les combats contre les boss, mais aussi les graphismes en cel-shading qui donnent un rendu inspiré de l'univers des cartoons. À cette occasion, Ami Blaire, la directrice marketing de Sony Computer Entertainment America, déclare : « Nous sommes ravis d'accueillir Sly Cooper and the Thievius Raccoonus dans la gamme PlayStation 2 cette année. Sucker Punch a intégré des détails remarquables à ce jeu incroyable. Lorsque Sly Cooper and the Thievius Raccoonus sortira en magasin cet automne, les consommateurs découvriront l'un des jeux d'action-aventure les plus innovants et les plus amusants jamais créés »,,.
Une première version de démonstration de Sly Raccoon est présentée au grand public lors de l'Electronic Entertainment Expo 2002, organisée du 21 au 24 mai à Los Angeles. À cette occasion, Sucker Punch Productions publie plusieurs images et une vidéo d'environ une minute dévoilant des séquences du gameplay du jeu,. Lors du salon sont présentés le niveau central du monde de Raleigh, ainsi que les niveaux L'art de la discrétion, où le joueur doit éviter des projecteurs pour se faire repérer ; Vol 1re classe, dans lequel le joueur doit traverser de longs couloirs tout en évitant des rayons lasers à détection de mouvements avant d'atteindre des plates-formes aquatiques jonchées de pièges mortels ; et Le déguisement, où Sly utilise un tonneau pour traverser une bibliothèque protégée par des machines tirant des fléchettes et atteindre des ascenseurs. Les ennemis de ces niveaux prennent la forme d'hippopotames munis de maillets, de lance-flammes ou d'étoiles à pointe. Une vidéo présente également le boss de Raleigh lorsque celui-ci, sous une forme géante, tente d'écraser Sly en sautant sur des plates-formes, puis fait tourner sa langue pour le toucher. Il est également présenté le rôle de Bentley, qui donne des conseils et des indices à Sly pour l'aider dans sa progression, tandis que le rôle de Murray reste encore flou. Les journalistes présents sur place notent que Sly Raccoon a conservé le moteur physique de Rocket: Robot on Wheels et ressemble à première vue à Jak and Daxter: The Precursor Legacy, en s'en démarquant par les déplacements rapides et furtifs de Sly. Ses moments de planque pour éviter les gardes font également penser à Metal Gear Solid 2: Sons of Liberty,,,.
Fin mai et début juin 2002, Sony Computer Entertainment publie une série d'une vingtaine de vidéos issues des démos distribuées lors de l'Electronic Entertainment Expo, ainsi qu'une bande-annonce d'environ une minute qui présente les étapes de la conception du jeu ainsi que quelques éléments de gameplay,.
Début juillet, Sony annonce que Sly Raccoon sera composé de vingt-cinq à trente niveaux, avec entre douze et vingt-et-un coups de maître-voleur à récupérer dans les différents coffres-forts disséminés tout au long du jeu. Deux nouveaux niveaux, issus de l'univers de Mesa City de Muggshott, sont dévoilés. Dans Le casino, Sly doit utiliser des roulettes en guise de plates-formes pour éviter de tomber dans de l'eau électrifiée qui inonde un casino délabré. Ce niveau présente des piles de jetons que Sly peut frapper pour gagner des pièces d'or. Les observateurs notent que tous les objets du jeu, que ce soit les jetons, les balles, les pièces ou les rochers, ont leur comportement propre : par exemple, les jetons frappés roulent au sol de façon totalement indépendante. Le niveau Vertigo — nommé Vol par derrière dans la version définitive du jeu — offre une action en vue latérale en deux dimensions, rompant avec le reste du gameplay de cet opus, comme un hommage aux premiers jeux de plates-formes de l'histoire du jeu vidéo. D'autres niveaux proposant des mini-jeux sont également dévoilés, comme Le pari de Murray, qui met en scène Sly qui doit protéger Murray, à l'aide d'une tourelle, des ennemis se trouvant sur son chemin pour récupérer une clé ; ou encore Le cynodrome, qui consiste en une course en trois tours au volant du van de Murray contre cinq autres véhicules afin de remporter une clé. Les journalistes remarquent la très bonne réactivité du van, les nombreuses glissades, sauts du véhicules et les collisions avec les adversaires, ce qui offre des courses endiablées, dans un rappel au jeu Super Sprint, sorti sur Atari ST en 1986,.

### Sortie et rééditions

Logo de la version américaine du jeu, Sly Cooper and the Thievius Raccoonus.

Le jeu paraît, sur PlayStation 2, en Amérique du Nord le 23 septembre 2002, sous le titre Sly Cooper and the Thievius Raccoonus, en Australie le 16 janvier 2003 et en Europe le 17 janvier sous la dénomination Sly Raccoon, puis le 22 février en Corée du Sud avec le titre américain et le 6 mars de la même année au Japon avec le titre Kaitou Sly Cooper. Il est réédité en Amérique du Nord dans la gamme Greatest Hits le 8 septembre 2003 puis en Corée du Sud dans la gamme BigHits le 17 juin 2004,.
Sly Raccoon est réédité en format dématérialisé sur le PlayStation Network, pour une utilisation sur PlayStation 3 et sur PlayStation Portable, le 29 novembre 2011 aux États-Unis puis le 7 décembre de la même année en Europe. Il est ensuite réédité sur le PlayStation Store pour être utilisé sur PlayStation 4 et PlayStation 5 le 11 juin 2024 dans le monde entier.

## Accueil

### Réception critique
De façon générale, Sly Raccoon reçoit un accueil très élogieux de la part de la presse vidéoludique. Dans les médias francophones, le magazine Consoles + le qualifie de « plus beau jeu de plates-formes sur PS2 » au moment de sa sortie, louant notamment ses doublages et ses graphismes, mais regrette son absence d'innovations réelles, sa faible durée de vie et sa difficulté. Le site Jeuxvideo.com, dans la même veine, salue un jeu « très classique dans son déroulement » dont la qualité équivaut à celle de Ratchet and Clank et Rayman 3: Hoodlum Havoc, mais estime au contraire sa difficulté trop simple, regrettant qu'on « avance trop vite » dans le jeu. Le site Gamekult partage cet avis et le place en référence du genre aux côtés de Jak and Daxter: The Precursor Legacy et Klonoa 2: Lunatea's Veil, appréciant notamment la « possibilité de refaire les niveaux à fond pour récupérer de nouvelles capacités » mais déplorant des niveaux trop linéaires. Le mensuel Joypad salue un « bon titre de plates-formes qui s'adresse en priorité aux très jeunes joueurs » et applaudit une « réalisation divine et une ambiance fort sympathique », même si la mécanique de jeu reste « banale ». La presse anglophone ne dit pas autre chose : le site IGN évoque un opus « magnifique, probablement l'un des plus beaux de l'année – du moins en termes de direction artistique – et il est également magnifiquement animé. Tous les personnages sont attachants et l'histoire est bien écrite et bien ficelée ». Néanmoins, sa facilité et sa durée de vie sont critiquées, un avis partagé par GameSpot qui estime que ce jeu convient davantage à la location qu'à l'achat bien qu'il soit « très amusant »,. GameRevolution loue un titre à la « prise en main fluide et un style cartoonesque [qui] s'adresse clairement à la jeune génération de joueurs ».
Le système de jeu de Sly Raccoon reçoit des critiques positives. IGN apprécie la très bonne réactivité de mouvement de Sly, dont les mouvements sont plus simples que ceux de Mario dans Super Mario 64. Néanmoins, les capacités acquises en ouvrant des chambres fortes sont perçues comme inutiles pour terminer le jeu. La conception des niveaux et les mini-jeux sont également appréciés pour leur diversité et leur savant mélange de sauts, de combats et de furtivité. Le fait qu'il ne soit pas obligatoire de tout récupérer pour terminer un niveau rapproche Sly Raccoon de Crash Bandicoot, mais il diffère d'un jeu contemporain comme Jak and Daxter: The Precursor Legacy par ses niveaux moins vastes et sa durée de vie plus courte. GameSpot, qui partage cette analyse, estime que le jeu peut s'achever en huit heures sans ramasser toutes les bouteilles ni faire tous les sprints de maître-voleur, et guère plus si c'est le cas. Le site américain apprécie des niveaux « riches et détaillés », mais linéaires, et regrette que Sly puisse être tué en un seul coup ennemi, notamment lorsqu'il déclenche une alarme. Les phases de furtivité, selon GameSpot, se limitent à éviter les rayons lasers et les projecteurs, tandis que se faufiler derrière les gardes et les éliminer est « assez simple ». GameRevolution évoque des niveaux de boss « amusants, mais beaucoup trop faciles », jugeant que le dernier boss est même « plus facile que le premier ». Le site anglais Eurogamer apprécie l'« expérience rythmée et amusante » permise par les phases où Sly s'agrippe à des crochets, effectue des sauts de ninja et se laisse glisser sur des rails. Dans la presse francophone, Jeuxvideo.com apprécie un personnage principal « super agile », à la « jouabilité exemplaire ». Gamekult remarque « quelques imprécisions sur les sauts » et apprécie la diversité du gameplay, notamment le boss contre Miss Ruby qui fait penser à PaRappa the Rapper.
Les graphismes du jeu sont également favorablement accueillis par la critique. Le mensuel Joypad applaudit un moteur 3D « qui ne rame jamais » et apprécie un véritable « dessin animé interactif ». Néanmoins, l'animation n'a « rien d'extraordinaire ». Le site Jeuxvideo.com aimerait que « tous les jeux en cel-shading [soient] aussi jolis que Sly Raccoon » et loue une « ambiance du jeu géniale, servie par des animations toujours impeccables et parfaitement fluides ». Le magazine Consoles + remarque que certaines parties du décor sont modélisées en 3D traditionnelle, mais avec « une bonne dose de filtres graphiques et d'effets en tout genre ». Néanmoins, le mensuel français déplore « un étrange effet de flou dans les décors lointains ». Le site américain IGN juge un jeu « somptueux », des personnages dont le « design est richement orné et l[es] animations complexes, dissipant l'impression initiale d'un graphisme simpliste ». La même critique note que les « niveaux dans lesquels évoluent les personnages sont remarquablement bien organisés, très animés, soigneusement colorés et diffèrent nettement d'un monde à l'autre » ; les cinématiques en 2D évoquent un « dessin animé mais […] ressemblent davantage à la technologie Flash d'un site web, ce qui, à bien y réfléchir, est un mélange très étrange ». Le van de Murray est enfin considéré comme superficiel, car trop ressemblant au Mystery Van de Scooby-Doo. GameSpot, qui partage cet avis, ajoute que « la caméra se comporte étonnamment bien pour un jeu de plateforme », mais regrette que certains niveaux présentent quelques ralentissements, qui arrivent assez régulièrement pour être gênants.
La bande-son de Sly Raccoon reçoit aussi des avis élogieux. IGN loue un « recueil de musiques presque parfait », apprécie la « voix parfaite » du personnage de Sly Cooper, dont le doubleur en anglais a une voix « claire et nette, sans en faire trop », tandis que « 90 % du jeu de Bentley est vraiment agréable », tout comme Murray, « parfaitement doublé ». Pour GameSpot, « la musique est le point fort du jeu : les pistes s'intègrent parfaitement aux scènes et se lancent ou disparaissent de manière interactive selon vos actions ». Les effets sonores sont « corrects », tout comme le doublage, « même si l'écriture est parfois un peu trop kitsch. Sly, en particulier, aurait mérité un personnage un peu plus cool ; il paraît parfois un peu trop prétentieux ». GameRevolution juge un doublage « excellent, qui confère aux personnages une belle personnalité. Des mélodies entraînantes et des effets sonores mignons dynamisent également le son ». La presse francophone se montre moins dithyrambique : le magazine Joypad estime que les mélodies et les bruitages n'ont « rien de marquant ». Le site Jeuxvideo.com préfère les voix de la version originale en anglais, plutôt que celles en français, même si elles sont bien « travaillées », et considère que « les musiques et les bruitages […] sont pour beaucoup dans l'ambiance cartoon » du jeu.

### Ventes et récompenses
En juillet 2006, les ventes de Sly Raccoon sont estimées à 800 000 exemplaires aux États-Unis, générant 21 millions de dollars de revenus.
En 2002, Sucker Punch Productions a été distingué par l'International Game Developers Association et l'Academy of Interactive Arts and Sciences, en recevant les prix de la meilleure animation et de la meilleure direction artistique. Le jeu a été nommé dans la catégorie du meilleur jeu d'action-aventure de l'année sorti sur console, mais Ratchet and Clank remporte le prix.
La même année, la troisième édition des Game Developers Choice Awards décerne au personnage de Sly Cooper le prix du personnage de jeu vidéo original de l'année, tandis que Hokyo Lim, Suzanne Kaufman, Dev Madan, Augie Pagan et Karin Yamagiwa, pour Sucker Punch Productions, sont nommés pour le prix du meilleur art visuel, remporté par Ketsuya Nomura, le directeur artistique de Kingdom Hearts.
Lors de l'édition 2002 des National Academy of Video Game Trade Reviewers Awards, Sly Raccoon, nommé dans dix catégories, remporte les prix de l'animation exceptionnelle dans un moteur de jeu, de la conception exceptionnelle de personnages et le prix de la performance vocale exceptionnel pour la prestation de Matt Olsen, l'interprète de Bentley.
En 2004, la première édition des British Academy Games Awards nomme Sly Raccoon pour le prix du jeu vidéo pour enfants de l’année, qui est remporté par EyeToy: Play.
En 2006, le magazine américain Next Generation classe Sly Raccoon à la soixante-dix-huitième place des cent meilleurs jeux vidéos du XXIe siècle. En 2008, le site américain IGN classe le jeu au vingt-et-unième rang des vingt-cinq meilleurs jeux de la PlayStation 2.

## Postérité
Sly Raccoon donne naissance à une série composée de trois suites : Sly 2 : Association de voleurs, publié en 2004, Sly 3, sorti en 2005, et Sly Cooper : Voleurs à travers le temps, développé par Sanzaru Games et publié sur PlayStation 3 en 2013. En 2010, les trois premiers épisodes de la série font l'objet d'un remaster en haute définition sur PlayStation 3, intitulé The Sly Trilogy. Sly Cooper est devenu une mascotte de la PlayStation 2, bien qu'au second plan derrière Ratchet du studio Insomniac Games et Jak de Naughty Dog. En 2011, ces personnages sont réunis dans un jeu cross-over, PlayStation Move Heroes. En 2024, Sly Cooper apparaît dans Astro Bot en tant que « bot VIP » emprisonné derrière les barreaux d'une cellule.

### Citations du jeu
1. ↑  Sucker Punch Productions. Sly Raccoon (PlayStation 2). Sony Computer Entertainment. septembre 2002 : 
« Sly (narrateur) : Tout commença lorsque je n'étais encore qu'un enfant. J'étais le descendant d'une longue lignée de maîtres voleurs, qui avaient perpétré leur savoir dans un grand livre ancien, le Volus Ratonus. Quiconque le lisait apprenait les subtilités du métier, c'était pourquoi ma famille s'était spécialisée dans le vol de criminels. C'est vrai, quel honneur et quel plaisir peut-on tirer en s'attaquant à des innocents ? Alors qu'en volant un voleur, on devient un maître voleur. »
2. ↑  Sucker Punch Productions. Sly Raccoon (PlayStation 2). Sony Computer Entertainment. septembre 2002 : 
« Sly (narrateur) : Hélas, le soir où je devais hériter de cet ouvrage, cinq visiteurs surprise vinrent frapper à notre porte. Mon père tenta de nous protéger, mais les intrus qui se faisaient appeler les Cinq Maléfiques étaient bien trop forts et ils ne tardèrent pas à trouver le Volus Ratonus. Le grand livre du vol de ma famille passa dans leurs mains sales et déshonorantes. Ils divisèrent le livre en cinq parties, se les répartirent entre eux, puis disparurent chacun à un bout de la Terre, assoiffés de crimes infâmes. »
3. ↑  Sucker Punch Productions. Sly Raccoon (PlayStation 2). Sony Computer Entertainment. septembre 2002 : 
« Sly (narrateur) : Ruiné et seul, je me retrouvai à l'orphelinat de la ville. J'ai rencontré les deux gars qui allaient devenir mes éternels partenaires et amis : Bentley, le techno-génie et fin stratège, et Murray, chauffeur occasionnel, mais boulet permanent. Ensemble, nous fîmes la promesse de traquer les Cinq Maléfiques, de venger mon père et de reprendre le Volus Ratonus. »
4. ↑  Sucker Punch Productions. Sly Raccoon (PlayStation 2). Sony Computer Entertainment. septembre 2002 : 
« Sly (narrateur) : Une fois de plus, nous avions échappé à l'inspecteur Carmelita Fox. À ma grande surprise, elle le prit plutôt bien. Enfin ! Le fichier secret de la police, après tant d'années de recherche. Grâce à lui, je pouvais venger ma famille et reprendre notre bien le plus précieux. »
5. ↑  Sucker Punch Productions. Sly Raccoon (PlayStation 2). Sony Computer Entertainment. septembre 2002 : 
« Sly (narrateur) : Nous cheminions vers le volcan de Karkarov en Russie. Alors que je consultai le peu d'informations que j'avais concernant le dernier des Cinq Maléfiques, je remarquai une chose étrange. Les quatre parties du Volus Ratonus que j'avais récupérées contenaient des photos sur lesquelles apparaissaient une forme sombre, ressemblant à Clockwerk, le hibou fiché dans le dossier de la police. Était-ce une coïncidence, ou bien est-ce que quelque chose m'échappait ? »
6. ↑  Sucker Punch Productions. Sly Raccoon (PlayStation 2). Sony Computer Entertainment. septembre 2002 : 
« Sly : Attends ! C'est Carmelita ! Elle est prise au piège ! 
 Bentley : Laisse-la où elle est. Elle nous pourchasse depuis le début. 
 Sly : C'est juste un malentendu. Nous devons la libérer. 
 Bentley : Tu es fou, Sly ? C'est probablement un piège de Clockwerk ! 
 Sly : Mais Carmelita est condamnée si je ne fais rien ! Et puis, mes aventures seraient bien plus fades sans elle. »
7. ↑  Sucker Punch Productions. Sly Raccoon (PlayStation 2). Sony Computer Entertainment. septembre 2002 : 
« Clockwerk : Ha ! Ha ! Ha ! Pauvre idiot sentimental ! La compassion a toujours été le point faible des Cooper ! »
8. ↑  Sucker Punch Productions. Sly Raccoon (PlayStation 2). Sony Computer Entertainment. septembre 2002 : 
« Bentley : Je savais que c'était un piège. Je vais devoir agir très vite pour couper le gaz avant que le cerveau de Sly ne se transforme en passoire ! »
9. ↑  Sucker Punch Productions. Sly Raccoon (PlayStation 2). Sony Computer Entertainment. septembre 2002 : 
« Carmelita : Je ne comprends pas, Cooper : cela fait des années que je cherche à te mettre derrière les barreaux, et alors que tu peux enfin te débarrasser de moi, tu me libères. Pourquoi ? 
 Sly : Carmelita, bien que nous soyons chacun d'un côté de la loi, vous n'êtes pas mon ennemie. Mon ennemi, c'est le cinglé qui a tenté de nous gazer. 
 Carmelita : Je comprends bien. D'accord, je te propose que nous collaborions le temps d'arrêter Clockwerk et son projet machiavélique. »
10. ↑  Sucker Punch Productions. Sly Raccoon (PlayStation 2). Sony Computer Entertainment. septembre 2002 : 
« Clockwerk : Sly Cooper, tu as survécu à ma chambre à gaz et détruit mon Rayon de la Mort. Remarquable ! Les Cooper m'ont toujours vaincu ! 
 Sly : Toujours ?!? C'est donc toi qui apparais à l'arrière-plan des vieilles photos du Volus Ratonus. Mais quel âge as-tu ? 
 Clockwerk : L'âge de la perfection… 
 Sly : Quoi ? Tu es immortel ? 
 Clockwerk : La vengeance est l'ingrédient principal de la jeunesse éternelle. La jalousie et la haine m'ont permis de vivre plusieurs centaines d'années, dans l'attente du jour où je pourrais enfin anéantir la réputation de ta famille ! »
11. ↑  Sucker Punch Productions. Sly Raccoon (PlayStation 2). Sony Computer Entertainment. septembre 2002 : 
« Sly : Je ne pige pas. Tu connais si bien ma famille… Tu aurais dû savoir que mon père a eu un fils. Si tu nous détestais à ce point, pourquoi m'as-tu épargné en prenant le Volus Ratonus ? 
 Clockwerk : Parce que je voulais prouver au monde entier que sans votre précieux livre, les Cooper n'étaient rien ! 
 Sly : Ah, eh bien, tu as eu tort ! Il ne faut pas le Volus Ratonus pour créer de grands voleurs : il faut de grands voleurs pour créer le Volus Ratonus ! »
12. ↑  Sucker Punch Productions. Sly Raccoon (PlayStation 2). Sony Computer Entertainment. septembre 2002 : 
« Sly (narrateur) : Notre collaboration avait été de courte durée. Dès que le Rayon de la Mort de Clockwerk fut désactivé, elle se lança de nouveau à ma poursuite. J'étais persuadé qu'elle me mettrait les menottes à la première occasion. Mais elle avait finalement tenu sa parole en me donnant dix secondes d'avance. Dix, neuf, huit, sept, six, cinq, quatre, trois, deux… [baiser] C'est le coeur gros que je l'avais laissée sur cet énorme rocher, mais je savais que nous ne tarderions pas à nous revoir. »

### Autres références
1. ↑  « Fiche de Sly Raccoon - PS2 », sur jeuxvideo.com (consulté le 20 octobre 2011).
2. ↑  Owen 2010, p. 36.
3. ↑  Owen 2010, p. 38.
4. ↑  Owen 2010, p. 58, 64.
5. ↑  Owen 2010, p. 78.
6. ↑  Owen 2010, p. 98.
7. ↑  Owen 2010, p. 116.
8. ↑  Owen 2010, p. 4-5.
9. ↑  Owen 2010, p. 5-6.
10. ↑  Owen 2010, p. 7.
11. ↑  Manuel de jeu, p. 22.
12. ↑  Manuel de jeu, p. 25.
13. ↑  Owen 2010, p. 12.
14. ↑  Manuel de jeu, p. 26.
15. ↑  Manuel de jeu, p. 27.
16. ↑  Manuel de jeu, p. 28.
17. ↑  Owen 2010, p. 13.
18. ↑  Manuel de jeu, p. 18-20.
19. ↑  Owen 2010, p. 18.
20. ↑  Owen 2010, p. 39.
21. ↑  Manuel de jeu, p. 21.
22. 1 2  Manuel de jeu, p. 4-5.
23. ↑  Owen 2010, p. 19-23.
24. ↑  Manuel de jeu, p. 18-20.
25. ↑  (en) « Archived copy » [archive du 25 août 2019] (consulté le 25 août 2019).
26. 1 2 3 4 5  (en) Chris Zimmerman, « The Character Development of Sucker Punch's Sly Cooper and the Thievius Racoonus », Game Developer,‎ mai 2003, p. 42-46.
27. 1 2 3 4 5 6 7  (en) « Sucker Punch (Sly Cooper) Q&A », sur armchairempire.com, 16 octobre 2002 (consulté le 15 mai 2002).
28. 1 2 3 4 5 6 7  (en) Joe Rybicki, « Sly Cooper and the Thievius Raccoonus », Official U.S. PlayStation Magazine, no 59,‎ août 2002, p. 100-105.
29. ↑  (en) « Critter Gear Solid », Play, no 6,‎ juin 2002, p. 18-23.
30. ↑  (en) « Sly Cooper and the Thievius Raccoonus (2002) Credits », sur behindthevoiceactors.com (consulté le 19 mars 2025).
31. ↑  Manuel de jeu, p. 30.
32. ↑  (en) « Sly Cooper and the Thievius Raccoonus (2002) Japanese Cast », sur behindthevoiceactors.com (consulté le 19 mars 2025).
33. ↑  (en) « Sucker Punch's Sly New Platformer », sur IGN, 15 mai 2002 (consulté le 30 mars 2025).
34. ↑  (en) Jeff Gerstmann, « Sony announces Sly Cooper », sur GameSpot, 15 mai 2002 (consulté le 30 mars 2025).
35. ↑  « Un raton laveur et voleur chez Sony », sur Gamekult, 15 mai 2002 (consulté le 30 mars 2025).
36. ↑  (en) « E3 2002: Sly Cooper Movies », sur IGN, 21 mai 2002 (consulté le 6 avril 2025).
37. ↑  « Sly Cooper en images pour PS2 », sur Gamekult, 21 mai 2002 (consulté le 6 avril 2025).
38. ↑  (en) Erik Peterson, « E3 2002: Sly Cooper Hands on », sur IGN, 23 mai 2002 (consulté le 6 avril 2025).
39. ↑  (en) Miguel Lopez, « E3 2002: Sly Cooper hands-on », sur GameSpot, 22 mai 2002 (consulté le 6 avril 2025).
40. ↑  (en) Miguel Lopez, « Sly Cooper and the Thievius Raccoonus Preview », sur GameSpot, 12 juin 2002 (consulté le 6 avril 2025).
41. ↑  « Et un raton voleur… », Consoles +, no 126,‎ juillet-août 2002, p. 64.
42. ↑  Nicolas Verlet (Puyo), « Sly Cooper s'infiltre dans une vidéo », sur Gamekult, 3 juin 2002 (consulté le 6 avril 2025).
43. ↑  (en) « Sly Cooper Movies Galore! », sur IGN, 31 mai 2002 (consulté le 6 avril 2025).
44. ↑  (en) Douglass C. Perry, « Sly Cooper's Physics And Rewards », sur IGN, 8 juillet 2002 (consulté le 7 avril 2025).
45. ↑  (en) Jeff Gerstmann, « Hands-onSly Cooper and the Thievius Raccoonus », sur GameSpot, 9 juillet 2002 (consulté le 7 avril 2025).
46. ↑  (en) « Sly Cooper and the Thievius Raccoonus - Related Games », sur GameSpot (consulté le 19 mars 2025).
47. ↑  (en) « Sly Raccoon », sur gpstore.com (consulté le 19 mars 2025).
48. ↑  (en) « Sly Raccoon », sur Gamekult (consulté le 19 mars 2025).
49. ↑  « Sly Raccoon », sur store.playstation.com (consulté le 19 mars 2025).
50. 1 2 3  « Test. Sly Raccoon », Consoles +, no 133,‎ février 2003, p. 78-79.
51. ↑  (en) « Sly Raccoon », Edge, no 119,‎ janvier 2003, p. 91.
52. ↑  (en) Andy, « Sly Cooper and the Thievus Racconnus. It stole our hearts », Game Informer, no 115,‎ novembre 2002, p. 108-109.
53. ↑  (en) Bro Buzz, « Sly Cooper and the Thievius Raccoonus Review », sur GamePro, 2 octobre 2002 (consulté le 19 mars 2025).
54. ↑  Reyda Seddiki, « Sly Raccoon : Raton de gouttière », Jeux Vidéo Magazine, no 29,‎ février 2003, p. 40-44.
55. 1 2 3 4  « Sly Raccoon », Joypad, no 126,‎ janvier 2003, p. 106-107.
56. 1 2  (en) Kristan Reed, « Sly Raccoon review », sur Eurogamer, 14 janvier 2003 (consulté le 3 mai 2025).
57. 1 2 3 4  (en) Joe Dodson, « Sly Cooper and the Thievius Raccoonus (PS2) », sur Game Revolution, 14 octobre 2002 (consulté le 3 mai 2025).
58. 1 2 3  Nicolas Verlet (Puyo), « Test : Sly Raccoon : Solid Snake avec du poil ? », sur Gamekult, 6 janvier 2003 (consulté le 19 mars 2025).
59. 1 2 3 4 5  (en) Jeff Gerstmann, « Sly Cooper and the Thievius Raccoonus Review », sur GameSpot, 20 septembre 2002 (consulté le 19 mars 2025).
60. 1 2 3 4 5  (en) Douglass C. Perry, « Sly Cooper and the Thievius Raccoonus », sur IGN, 20 septembre 2002 (consulté le 19 mars 2025).
61. 1 2 3 4 5  « Test - Sly Raccoon », sur Jeuxvideo.com, 17 janvier 2003 (consulté le 19 mars 2025).
62. ↑  (en) « PlayStation 2 Critic Reviews », sur Metacritic (consulté le 19 mars 2025).
63. 1 2  (en) Colin Campbell et Joe Keiser, « THE TOP 100 GAMES OF THE 21st CENTURY », sur next-gen.biz, 29 juillet 2006 (consulté le 4 mai 2025).
64. ↑  (en) « Sucker Punch Production - 2003 Award Results », sur Interactive Achievement Awards (consulté le 3 mai 2025).
65. ↑  (en) « Console Platform Action/Adventure Game of the Year », sur Interactive Achievement Awards (consulté le 3 mai 2025).
66. ↑  (en) « Archive - 3rd Annual Game Developers Choice Awards », sur gamechoiceawards.com (consulté le 3 mai 2025).
67. ↑  (en) « 2002 Awards », sur navgtr.org (consulté le 3 mai 2025).
68. ↑  (en) « 2004 - Results. Games Awards », sur BAFTA (consulté le 3 mai 2025).
69. ↑  (en) « Top 25 PS2 Games », sur ign.com, 14 novembre 2008 (consulté le 4 mai 2025).
70. ↑  Valérie Précigout (Romendil), « Test : The Sly Trilogy », sur Jeuxvideo.com, 2 décembre 2010 (consulté le 4 mai 2025).
71. ↑  (en) Jeremy Parish, « OPM Classics: Sly Cooper 1 & 2 », sur 1up.com, 28 septembre 2005 (consulté le 4 mai 2025).
72. ↑  (en) Kenneth Shepard, « Astro Bot Is An Incredible Reminder That The PS5 Era Has Been A Huge Bummer : The platformer pays tribute to PlayStation’s past, but its present and future are notably absent », Kotaku,‎ 5 septembre 2024 (lire en ligne, consulté le 25 mai 2025).